# Dolichopus parvicornis
Dolichopus parvicornis är en tvåvingeart som beskrevs av Van Duzee 1921. Dolichopus parvicornis ingår i släktet Dolichopus och familjen styltflugor.
Artens utbredningsområde är Minnesota. Inga underarter finns listade i Catalogue of Life.